# 샤크!
샤크!(Shark!)는 멕시코에서 제작된 사무엘 풀러 감독의 1969년 액션, 모험, 스릴러 영화이다. 버트 레이놀즈 등이 주연으로 출연하였다.

## 출연

### 주연
- 버트 레이놀즈
- 아서 케네디
- 실비아 피날

### 조연
- 베리 설리반
- 엔리크 루세로